# Eritrulosa
L'Eritrulosa és una tetrosa amb fórmula química C₄H₈O₄. Té un grup cetònic que el fa pertànyer a la família de les cetoses. El seu carboni 3 és l'únic asimètric que té. Es fa servir en alguns cosmètics autobronzejadors, combinat sovint amb dihidroxiacetona (DHA).

Els dos enantiòmers de l'eritrulosa

## Química de l'autobronzejament
La combinació eritrulosa/DHA reacciona amb els aminoàcids de les proteïnes de les primeres capes de la pell (l'estrat corni i l'epidermis). Una de les vies consisteix en els radicals lliures en un dels passos de la reacció de Maillard, relacionat de lluny amb l'efecte d'embruniment quan una llesca de poma tallada s'exposa a l’oxigen. L’altra via és la reacció convencional de Maillard; ambdues vies estan implicades en el daurat durant la preparació i emmagatzematge dels aliments. No es tracta d’un tint ni d’un colorant, sinó d’una reacció química que produeix un canvi de color a tota la pell tractada. No implica la pigmentació de la pell subjacent ni requereix exposició a llum ultraviolada per iniciar el canvi de color. No obstant això, el "bronzejat" produït per l'eritrulosa / DHA només té un SPF de fins a 3, i millora la lesió per radicals lliures per raigs ultraviolats (en comparació amb la pell no tractada) durant les 24 hores posteriors a l'aplicació de l'autoembrunador, segons un estudi del 2007 dirigit per Katinka Jung del Gematria Test Lab de Berlín.
Malgrat l'eritrulosa sembla ser segura en tots els aspectes, encara no ha estat aprovada per la FDA com a agent autobronzejador.